# Dnipro
Pour les articles homonymes, voir Dnipro (homonymie).
Dnipro (en ukrainien : Дніпро) ou Dniepr (en russe : Днепр) — jusqu'en 1926 Ekaterinoslav ou Iekaterinoslav, de 1926 à 2016 Dnipropetrovsk (retranscrit de l’ukrainien) ou Dniepropetrovsk (retranscrit du russe) — est une ville d'Ukraine et la capitale administrative de l'oblast de Dnipropetrovsk. Sa population, en diminution, s'élevait à 968 502 habitants en 2022  contre 1 177 897 habitants en 1989 à l’époque soviétique. Son agglomération est la troisième du pays, avec plus de 1,4 million d'habitants. Dnipro, réputée pour ses constructions aéronautiques, possède de nombreux espaces verts, d'immenses parcs, notamment le long du fleuve Dnipro qui traverse la ville du nord au sud.

## Toponymie
De sa fondation en 1776 à 1796 et de 1802 à 1926, la ville porte le nom de « Iekaterinoslav » ou « Ekaterinoslav » (en russe et ukrainien : Екатеринослав) en l’honneur de Catherine II. Durant le règne de son fils Paul Ier, de 1796 à 1802, la ville était connue comme « Novorossiisk » (en russe : Новороссийск). En 1926, le pouvoir soviétique rebaptise la ville en « Dnipropetrovsk » (retranscription de l’ukrainien : Дніпропетровськ) ou « Dniepropetrovsk » (retranscription du russe : Днепропетровск), célébrant le fleuve et le révolutionnaire Grigori Petrovski. En vertu de la loi sur la décommunisation du pays, la ville est rebaptisée « Dnipro » (en ukrainien : Дніпро) en mai 2016.

## Géographie
Dnipro est située sur les bords du fleuve Dniepr, au sud du pays.

### Géologie
C'est une ville de la plaine d'Europe orientale, située au sud-est du bouclier ukrainien, au sein du bassin Pripiat-Dniepr-Donetsk.
Le socle cristallin comporte surtout du granite et de la magmatite de l’Archéen moyen, entrecoupés de lits de gneiss à biotite et d’amphibolites.
La vieille-ville de Dnipro se dresse en rive droite, pour partie sur le plateau du Dniepr (de), tandis que la rive gauche s'étend dans les basses terres du Dniepr (de). La divagation du lit mineur du Dniepr est contenue par un promontoire de la rive gauche du fleuve, dans le quartier Samarski qui se rattache au plateau d'Azov.
Le territoire communal est ponctué d'un chapelet d'îles et de presqu'îles, dont la plus célèbre est l’Île aux monastères,. La rive droite du fleuve est séparée de l’Île aux monastères par un canal de dérivation long de 1 850 m, le canal de l'Archimandrite. La ligne de chemin de fer Merefa-Chersonèse franchit le fleuve à cet endroit par un pont en arc multiple long de 1 610 m.

### Climat
Selon la Classification de Köppen, le climat de Dnipro est un climat continental à méditerranéen mais lors des rares périodes de sécheresse, il présente les caractères d'un climat semi-aride, situation comparable à celles de Yreka en Californie ou Reno au Nevada,. Dans la vallée du Dniepr, l’humidité grimpe sensiblement. Les températures sont plus fraîches, avec une moyenne annuelle de 10,9 °C, des hivers froids (0 °C - 4 °C) et un gel très fréquent (74 jours de gel par an en moyenne). La neige tombe en moyenne 41 jours an, mais les fortes chutes sont rares. L'été est chaud, toutefois adouci par l'altitude de la ville (températures maximales d'environ 27 °C). Les records de température sont de 40,9 °C (été 1950) et de −30,0 °C (hiver 1955). Au cours du XXe siècle la température moyenne a monté de +1,0 °C.
| Mois                              | jan. | fév.  | mars  | avril | mai  | juin | jui. | août | sep. | oct. | nov.  | déc.  | année |
| --------------------------------- | ---- | ----- | ----- | ----- | ---- | ---- | ---- | ---- | ---- | ---- | ----- | ----- | ----- |
| Température minimale moyenne (°C) | −4,9 | −5,7  | −1    | 5,8   | 13,1 | 15,9 | 17,4 | 16,9 | 11,8 | 4,7  | 1,6   | −3,6  | 6     |
| Température moyenne (°C)          | −2,9 | −2,5  | 3,4   | 11,4  | 19,2 | 21,9 | 23,7 | 23,4 | 17,5 | 9,6  | 4,4   | −1,5  | 10,6  |
| Température maximale moyenne (°C) | −1   | 0,6   | 7,8   | 16,9  | 25,4 | 27,8 | 30,1 | 29,9 | 23,3 | 14,4 | 7,3   | 0,6   | 15,3  |
| Record de froid (°C)              | −30  | −27,8 | −19,2 | −8,2  | −2,4 | 3,9  | 5,9  | 3,9  | −3   | −8   | −17,9 | −27,8 | −30   |
| Record de chaleur (°C)            | 12,3 | 17,5  | 24,1  | 31,8  | 36,1 | 37,8 | 39,8 | 40,9 | 36,5 | 32,6 | 20,6  | 16,3  | 40,9  |
| Précipitations (mm)               | 76   | 56    | 52    | 46    | 34   | 30   | 26   | 22   | 25   | 28   | 72    | 102   | 596   |

### Démographie
| 1857   | 1897     | 1923     | 1926     | 1939     | 1959     |
| ------ | -------- | -------- | -------- | -------- | -------- |
| 13 217 | 112 839* | 126 462* | 187 570* | 526 998* | 661 547* |

| 1970     | 1979       | 1989       | 2001       | 2009      | 2010      |
| -------- | ---------- | ---------- | ---------- | --------- | --------- |
| 862 100* | 1 066 016* | 1 177 897* | 1 065 008* | 1 017 514 | 1 011 177 |

| 2011      | 2012    | 2013    | 2014    | 2015    | 2016    |
| --------- | ------- | ------- | ------- | ------- | ------- |
| 1 004 853 | 982 047 | 976 126 | 993 094 | 989 769 | 983 836 |

| 2022    | - | - | - | - | - |
| ------- | - | - | - | - | - |
| 968 502 | - | - | - | - | - |

La ville a enregistré en 2012 un taux de natalité de 10,5 ‰ (10 510 naissances) contre 10,2 ‰ en 2011 (pour 10 225 naissances). Conséquence d'un taux de mortalité urbain parmi les plus élevés du pays, qui était de 13,6 ‰ en 2012 (13 449 décès) contre un taux de 13,8 ‰ en 2011 (13 737 décès), la ville est passée sous la barre du million d'habitants en 2011.

#### Structure par âge
- 0-14 ans : 14,2 %  (71 219 hommes et 67 408 femmes)
- 15-64 ans : 69,7 %  (334 099 hommes et 377 265 femmes)
- 65 ans et plus : 16,1 %  (51 260 hommes et 106 888 femmes) (2016 officiel)

## Histoire

### Du Moyen Âge à l'«hetmanat» cosaque

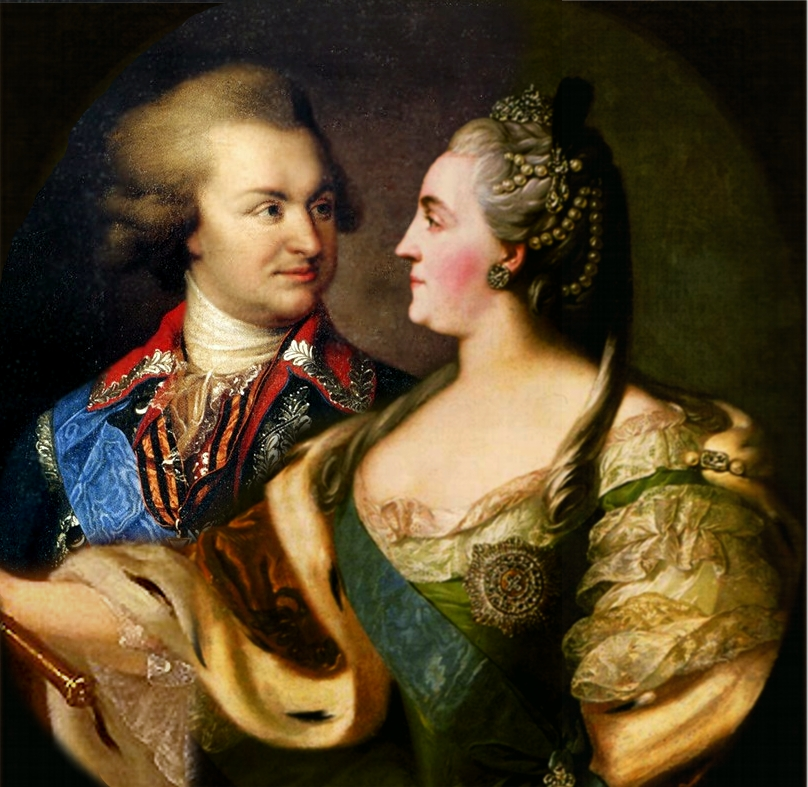
Le prince Grigori Potemkine et la tsarine Catherine la Grande.

Vers 750, les territoires situés à l'est de la ville tombèrent sous la domination du khaganat des Khazars, tout en formant le foyer du réseau commercial des Radhanites (c'est ainsi que l'on désignait les marchands juifs qui, du VIIIe siècle au XIe siècle, assuraient le trafic de marchandises entre les pays d’Occident et le monde musulman et même avec l'Inde et la Chine), réseau qui fut l'un des piliers de la puissance des Juifs au sein du khaganat des Khazars. À l'ouest, les Magyars établis depuis environ l'an 600 apr. J.-Chr. dans le bassin de la Volga s'étaient portés vers 900 apr. J.-Chr. dans la région comprise entre la vallée du Dniestr et celle du Dniepr, pays qu'eux-mêmes appelaient Etelköz (litt. le pays d'entre-deux-fleuves), aux confins orientaux du khaganat des Khazars, dont ils étaient tributaires. Ils fusionnèrent avec les Kabars (trois tribus qui s'étaient rebellées contre les Khazars) puis, par suite de la poussée conjuguée des Petchénègues, cavaliers venus de la steppe eurasienne, et de leurs alliés Bulgares, il émigrèrent à l'ouest vers les Carpathes sous le règne du tsar Siméon Ier.
Du VIIIe siècle au XIe siècle la route commerciale entre Scandinavie et la Porte d'Or traversait la région (au passage du Dniepr) ; c'était l'une des plus importantes routes commerciales d'Europe orientale.
À la chute du khaganat des Khazars, le pays fut occupé par les cavaliers Petchénègues, puis par les Coumans, enfin par les Mongols de la Horde d'or. Après le démembrement de la Horde d'Or, la région de Dnipropetrovsk devint aux XVe et XVIe siècles un refuge pour les Ruthènes fuyant la Pologne-Lituanie : là, ils purent créer des États cosaques autonomes, qui par la suite se fédérèrent en un « Hetmanat » (voir l'article Cosaques Zaporogues). Les Cosaques s'opposèrent à l'hégémonie polonaise et se défendirent contre les multiples raids des Tatars de Crimée.

### De l'alliance russe à 1917

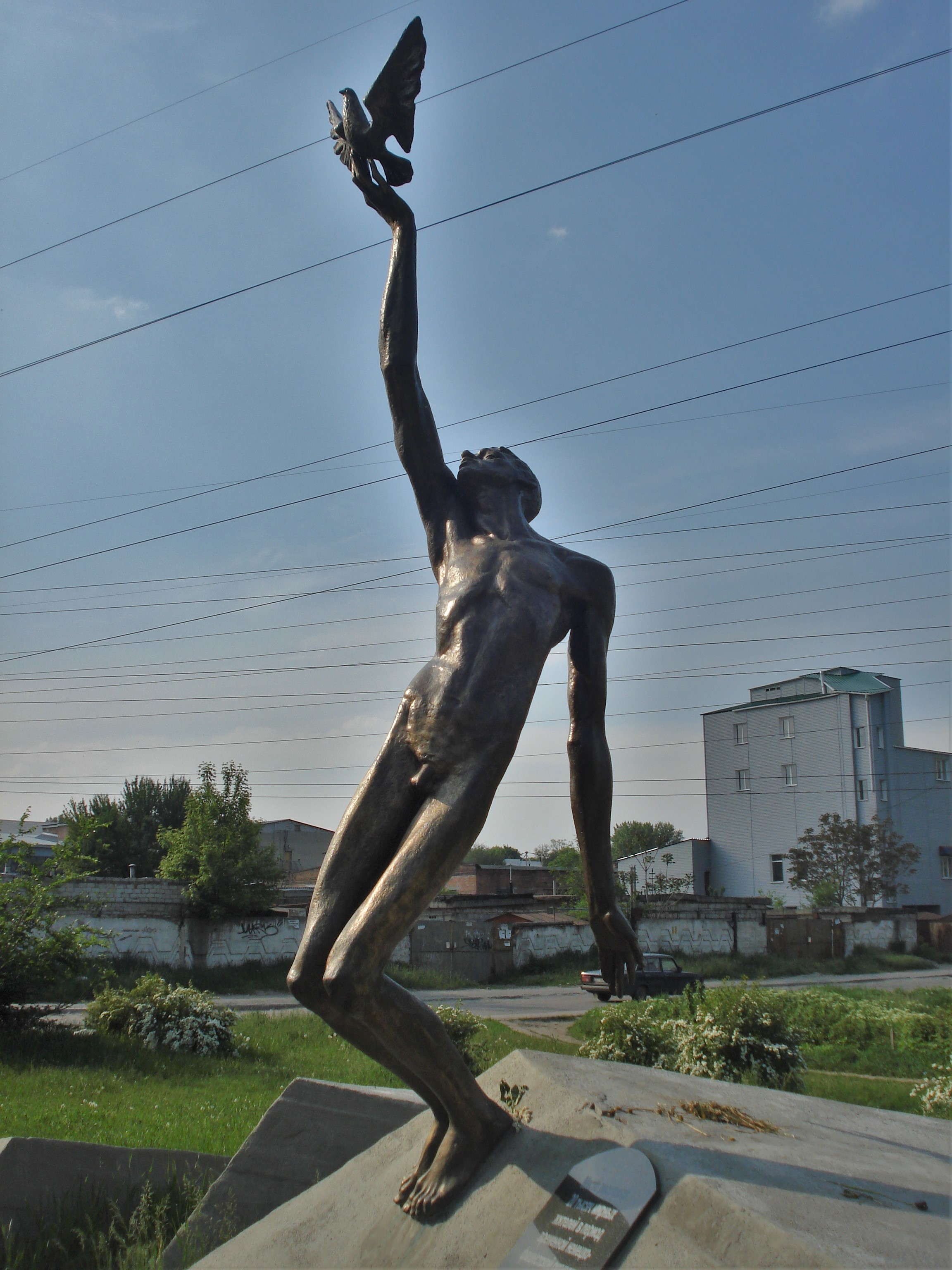
Statue dédiée aux vingt mille Juifs de Dnipro fusillés en 1943 classé.

La conclusion de l’alliance des Cosaques avec la Russie, à la fin du XVIIe siècle, mit un frein à l’expansion de l’Empire ottoman en Ukraine orientale. Une fois l'influence de l’Empire ottoman éteinte au nord de la mer Noire, au terme de la guerre russo-turque de 1787-1792, un programme d'annexion systématique des terres conquises au sud, le « Projet grec » de la tsarine Catherine la Grande, entra en application. Sous la direction du prince Grigori Potemkine, il y fut instauré le Gouvernement de Nouvelle Russie, dont la capitale, fondée en 1776, reçut le nom de « Iekaterinoslav » en hommage à la souveraine. En 1805, on y dénombrait 2 634 habitants (dont 376 juifs).
De 1802 à 1925, la ville fut la capitale du gouvernement de Iekaterinoslav, une division territoriale et administrative de l'Empire russe. Au XIXe siècle, l’arrivée du chemin de fer depuis la Russie centrale vers la péninsule de Crimée offrit à cette ville une croissance démographique et industrielle rapide.

### La ville à l'heure soviétique

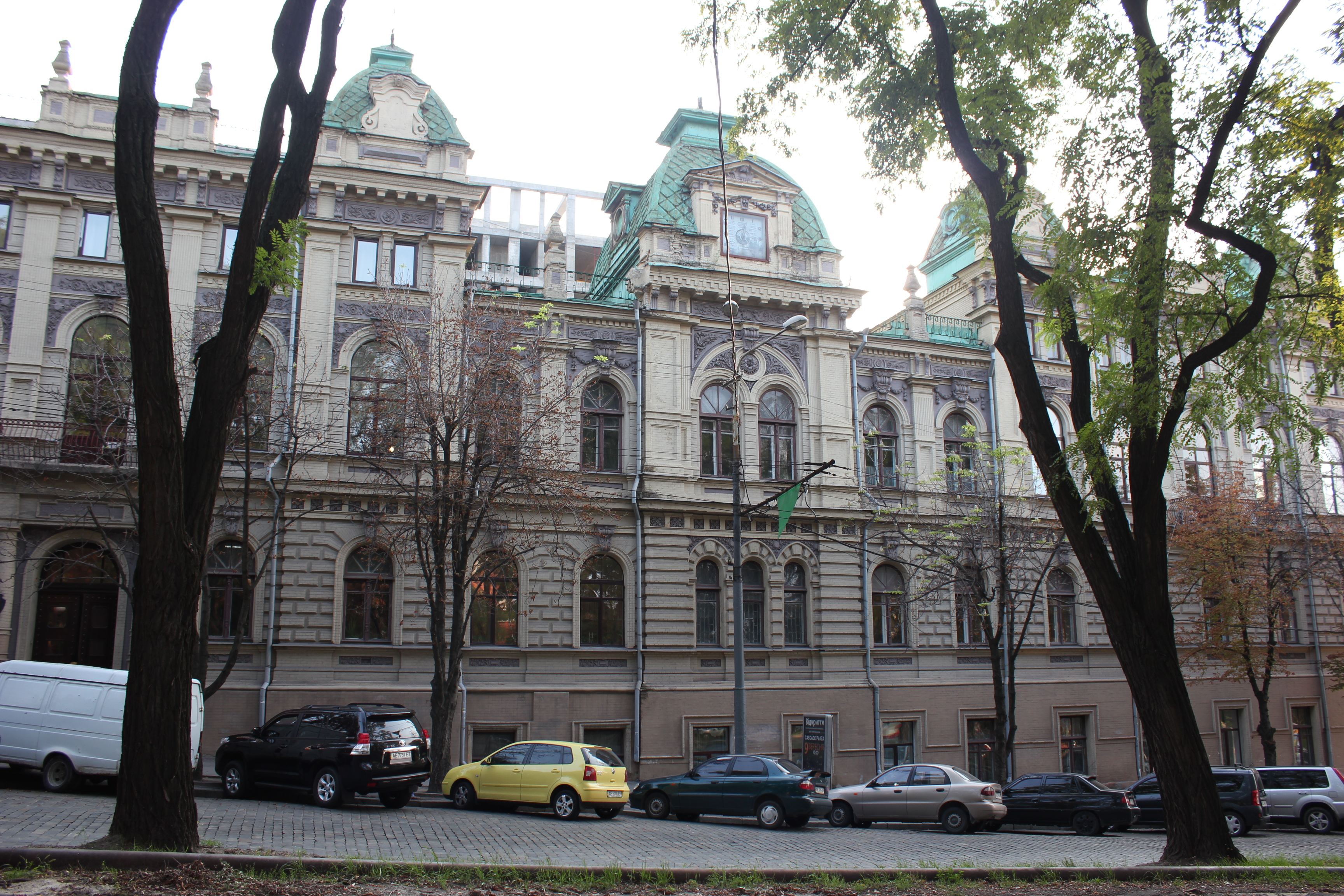
Mairie de Dnipro classé.

Conséquence de l'étatisation de l'agriculture imposée par Staline, la grande famine de 1933 (le Holodomor) fut marquée par plusieurs cas de cannibalisme. À cette époque, plusieurs millions d'Ukrainiens périrent de faim.
Au cours de la Seconde Guerre mondiale, la ville subit d'énormes dégâts et les habitants juifs furent exécutés en masse par les forces d'occupation allemandes : pour la seule journée du 13 octobre 1941, 11 000 Juifs furent massacrés. Le principal responsable de ces massacres est l'officier SS Friedrich Jeckeln. Lorsqu’à l'automne 1941 la disette en ville eut pris fin, le ministre de l'Alimentation du Reich, Herbert Backe, proclama, par l'« avis no 135 pour l'URSS » de l’Einsatzgruppe C (19 novembre 1941), l'instauration de tickets de rationnement.
Pendant la période soviétique, son activité industrielle reposait sur la production d'armements, notamment de missiles (usine Ioujmach). Ville fermée, son accès était alors interdit aux étrangers. Deux Stalags, les no 417 et 460, avaient été établis en ville en 1949 pour surveiller les prisonniers allemands. Les plus malades étaient soignés à l'hôpital 5905.
Après la victoire sur l'Allemagne nazie, la ville fut le théâtre de travaux de reconstruction et reprit son développement industriel et sa croissance démographique, au point que dans les années 1980, Dnipro dépassa le million d'habitants.

### Depuis l'indépendance de l'Ukraine
Depuis la dislocation de l'URSS, Dnipro connaît tous les problèmes liés à la pollution et à la reconversion[réf. souhaitée][évasif].

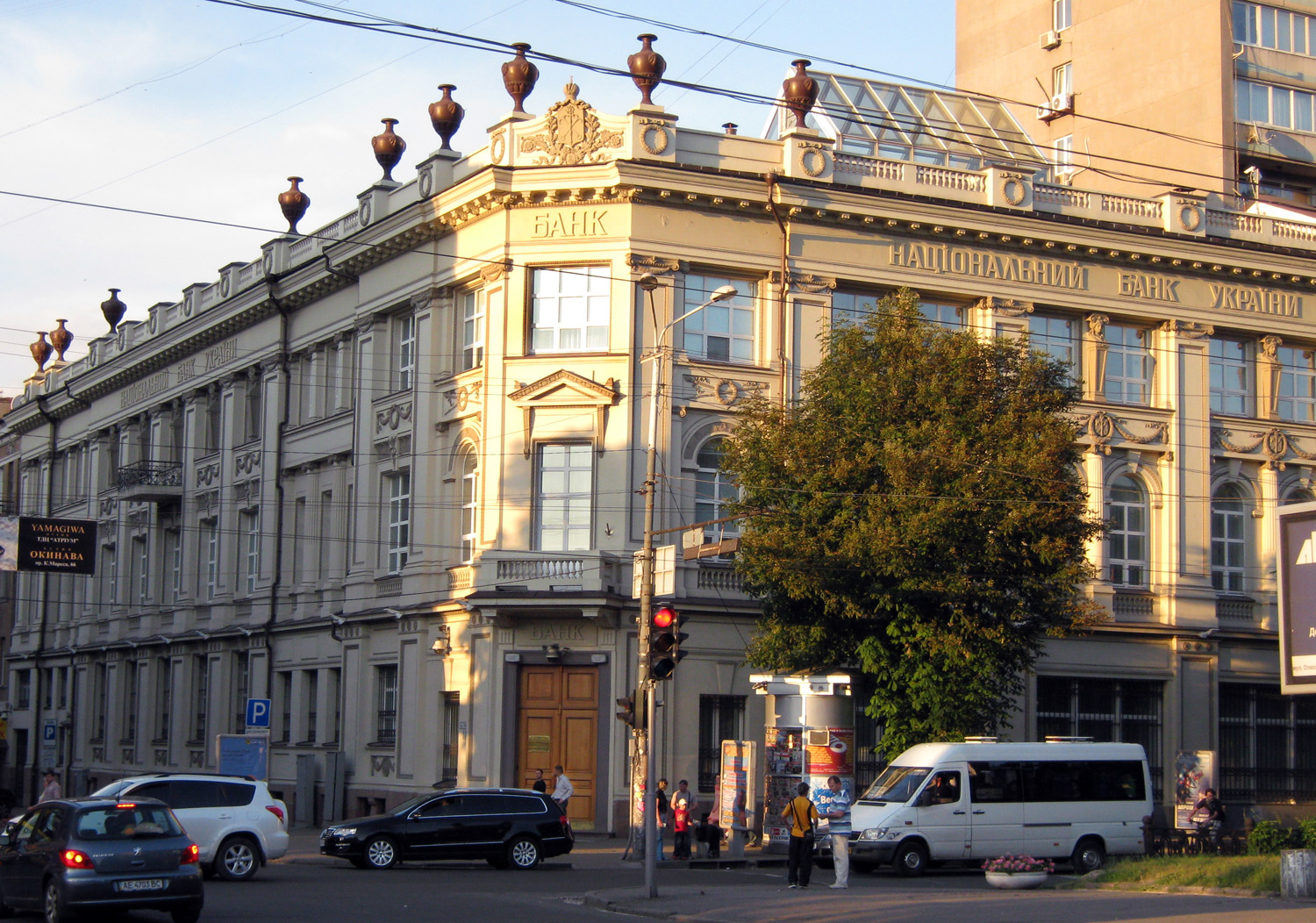
Une agence de la Banque nationale d'Ukraine Registre national des monuments d'Ukraine dans le centre-ville de Dnipro.

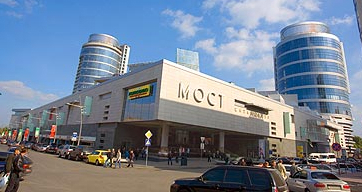
Most-City Centre.

Le 27 avril 2012, plusieurs attentats à la bombe, frappant les quartiers les plus fréquentés de la ville, ont fait au moins vingt-neuf victimes. Les attentats n'ont pas été revendiqués.
Depuis 2012, le russe est devenu la seconde langue officielle de l'oblast et donc de la ville elle-même.
En mai 2016, dans le cadre de la loi de décommunisation, la ville prend le nom de Dnipro.
En janvier 2022 a lieu une fusillade de masse dans une usine de Ioujmach à Dnipro. Cinq personnes ont été tuées et cinq autres ont été blessées dans l'incident,.
Depuis mars 2022 et le début de l'invasion russe de l'Ukraine, la ville et la région environnante sont constamment bombardées par les forces armées russes, provoquant des dizaines de morts et plus d'une centaine de blessés parmi la population civile.

## Administration

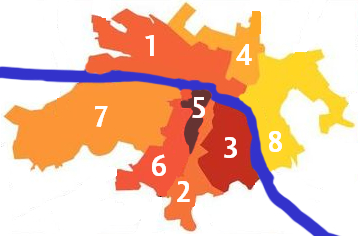
Les raïons.

La ville est divisée en districts administratifs :
- 1 : raïon Amour-Nijnyodniprovsky
- 2 : Raïon de Chevtchenko
- 3 : raïon Soborny
- 4 : raïon Industriel
- 5 : raïon Central
- 6 : raïon Chechelivsky
- 7 : raïon Novokodatsky
- 8 : raïon Samarsky

## Économie
Depuis l'époque soviétique, la ville s'est imposée comme un centre important de l'industrie aéronautique : elle abrite le siège de la compagnie aérienne Dniproavia et du bureau d'études Ioujnoïe, qui a produit entre autres les missiles Dnepr, R-16 (qui fut le premier missile balistique intercontinental soviétique) et plusieurs autres missiles balistiques. La ville est aussi le siège de la société Ioujmach, associée à Ioujnoïe, constructeur de fusées mais aussi d’autobus, de matériel agricole, de trolleybus, d’éoliennes et de satellites.
Les motrices Dniepropetrovsk ont équipé plusieurs lignes ferroviaires d'Union soviétique.

## Transports

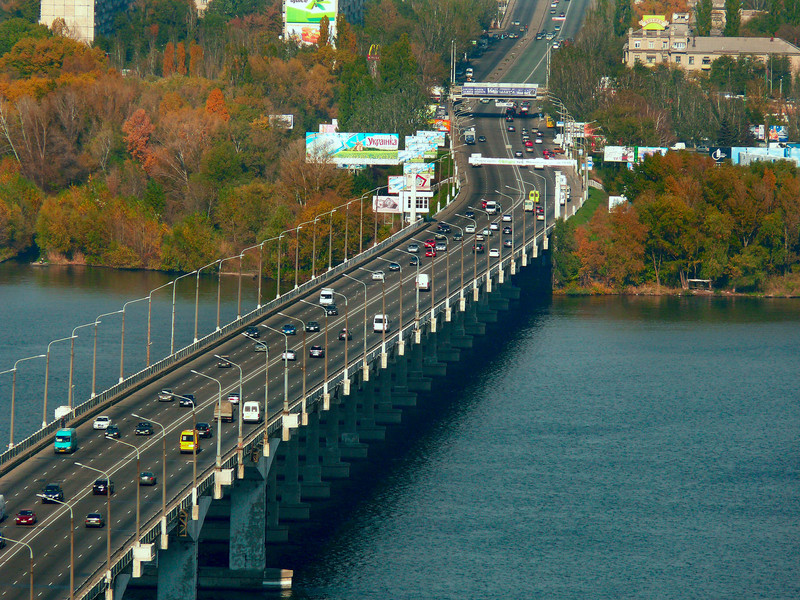
Le pont central sur le Dniepr.

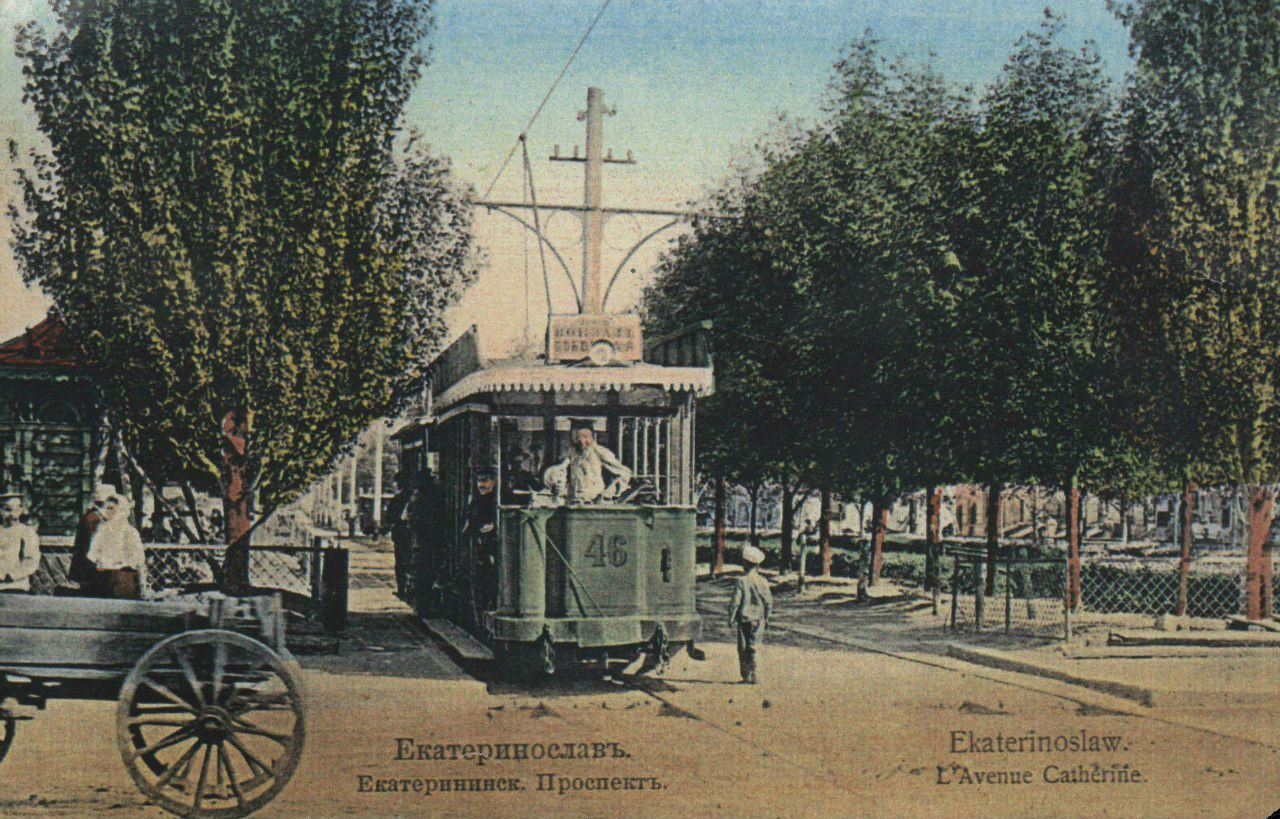
Début du XXe siècle. Le tramway belge dans l'avenue Catherine la Grande.

Le tramway d'Ekaterinoslav a été ouvert le 14 juin 1897 (26 juin dans le calendrier grégorien). Au moment de son ouverture, il s'agissait du troisième système de tramway de l'Empire russe (ses prédécesseurs étaient le tramway Kiev et les tramways de Nijni Novgorod. La construction et l'exploitation ont été assurées par la Société belge Tramways électriques d'Ekaterinoslaw. À à la fin de 1897, deux millions de personnes avaient été transportées. Le système de tramway original était basé sur voie 1000 mm et comprenait 3 lignes de tramway depuis l'avenue Catherine la Grande. (le nom moderne est l'avenue Dmytro Yavornytskyi). Dnipro est desservie par une ligne de métro de six stations et par un aéroport international la reliant à des villes européennes (Vienne, Moscou, Thessalonique…) et moyen-orientales (Istanbul, Tel-Aviv, Dubaï, Bakou…).
Elle dispose de la gare de Dnipro et d'un port fluvial.

## Architecture

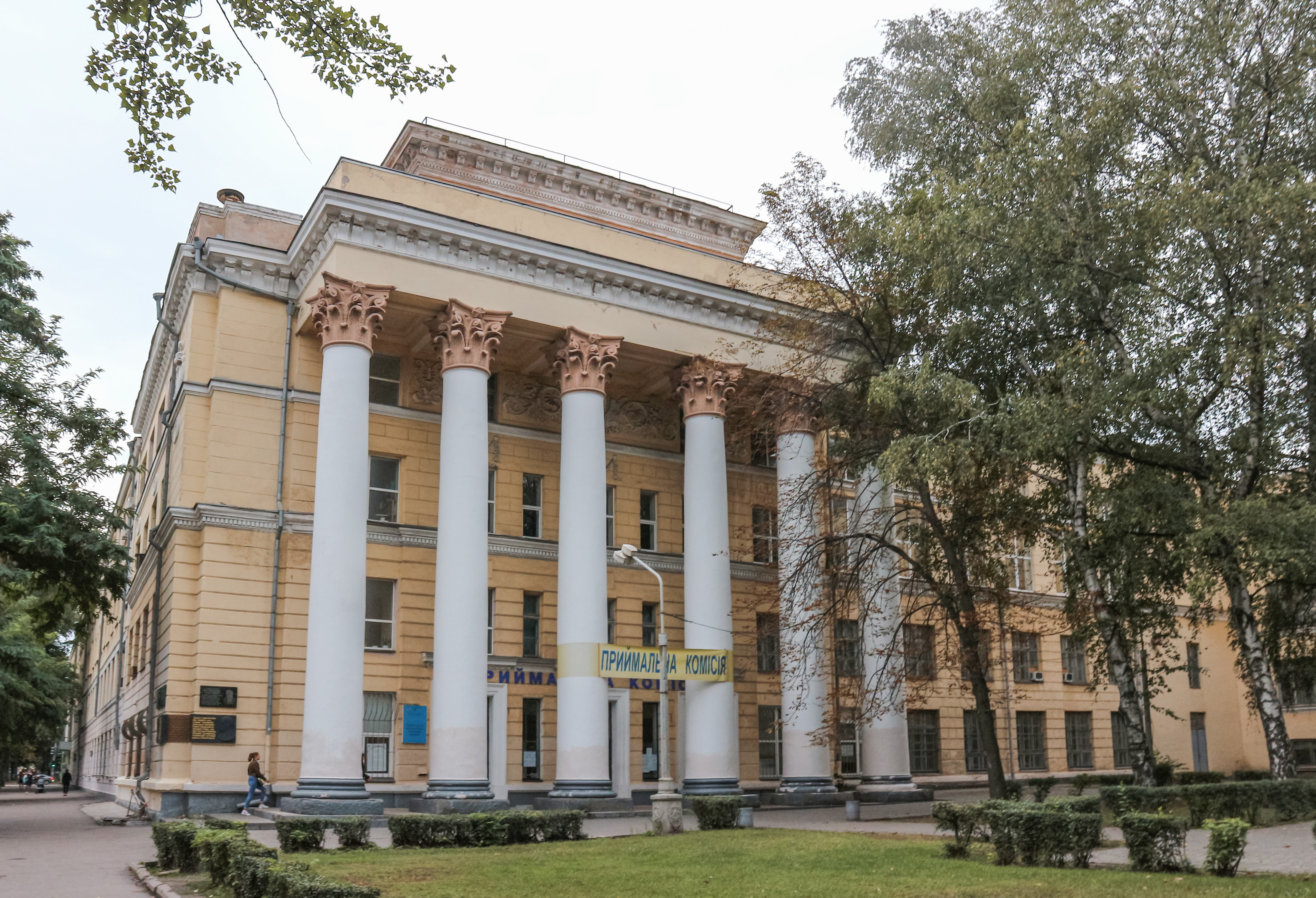
Institut de métallurgie classé[35] 4 rue Gagarine,
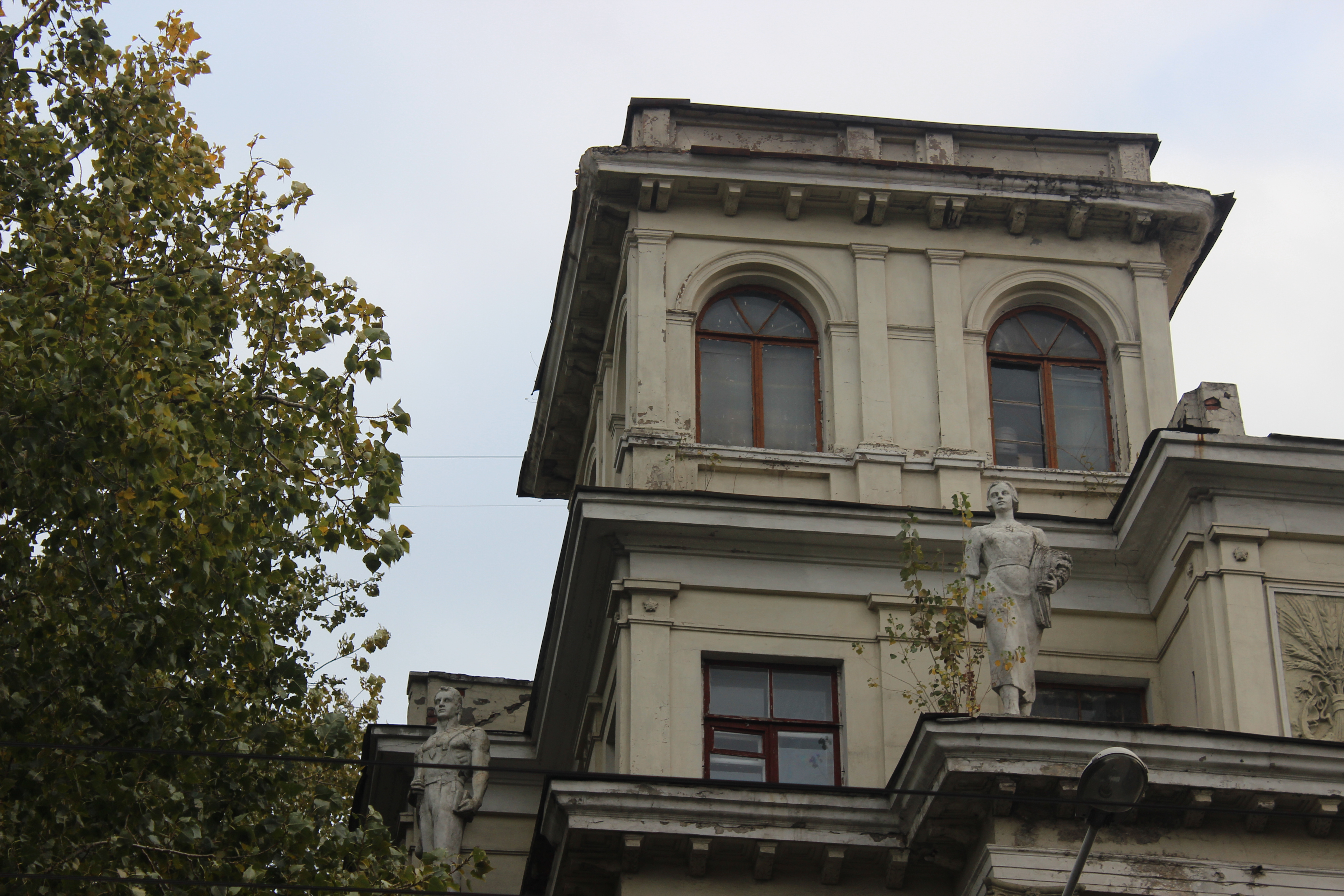
hôtel avec statues monumentales classé[36] 33 rue Gagarine,
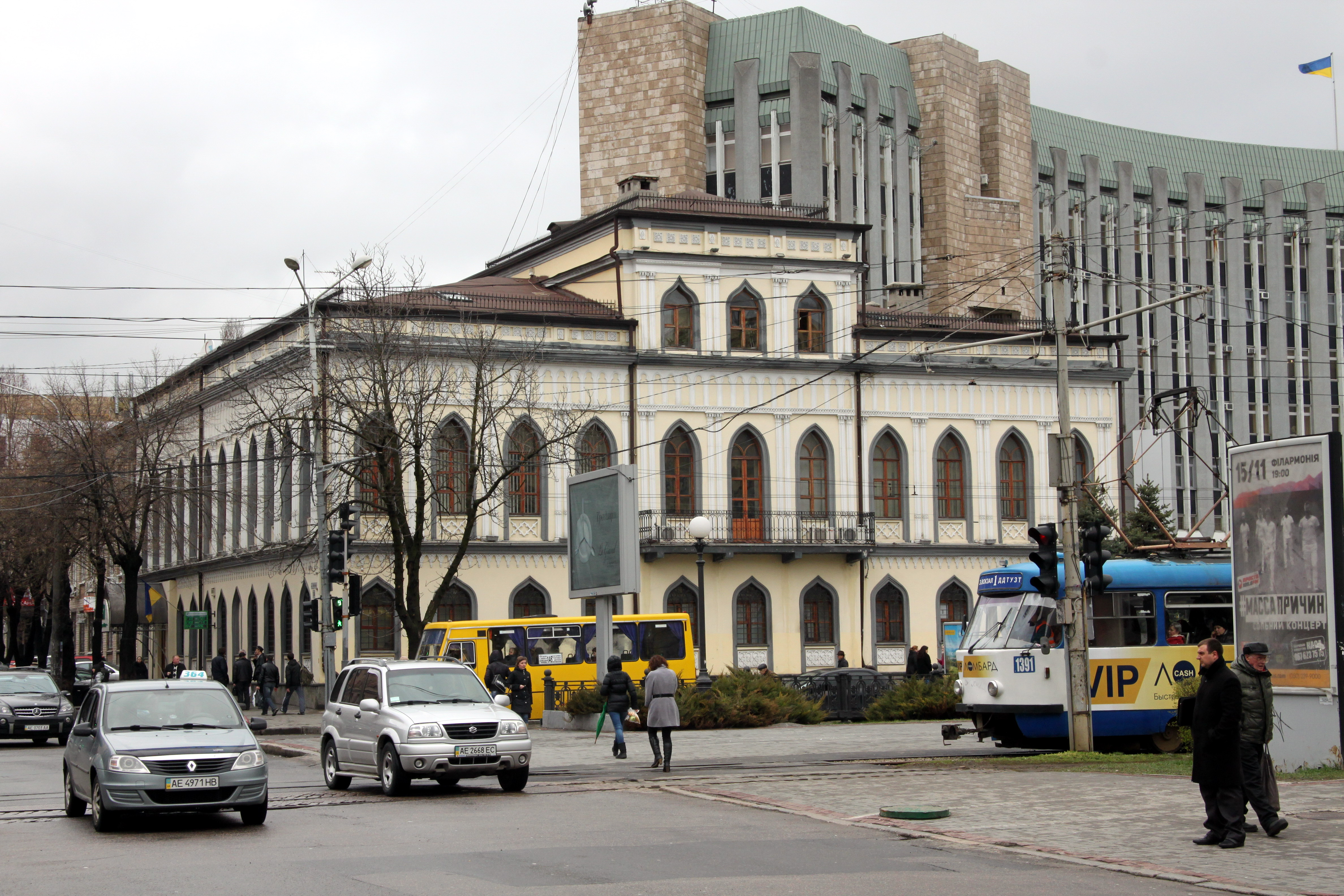
Maison du gouverneur classé[37] 14 rue Voskrensenska.

La ville est largement dominée par l'architecture de l'époque stalinienne.

## Culture
- Synagogue de la Rose d'Or.
- Musée d'Art de Dnipro.
- Église Sainte-Catherine de Dnipro, classée[38]
- Musée d'histoire de Dnipro.
- Musée de la maison de Dmytro Yavornytsky.
- La Philharmonie Leonid Kogan de Dnipro.
- Le théâtre académique dramatique et comique de Dnipro.

L'église de l'exaltation de la Sainte-Croix, un des plus vieux temples de la ville[39]
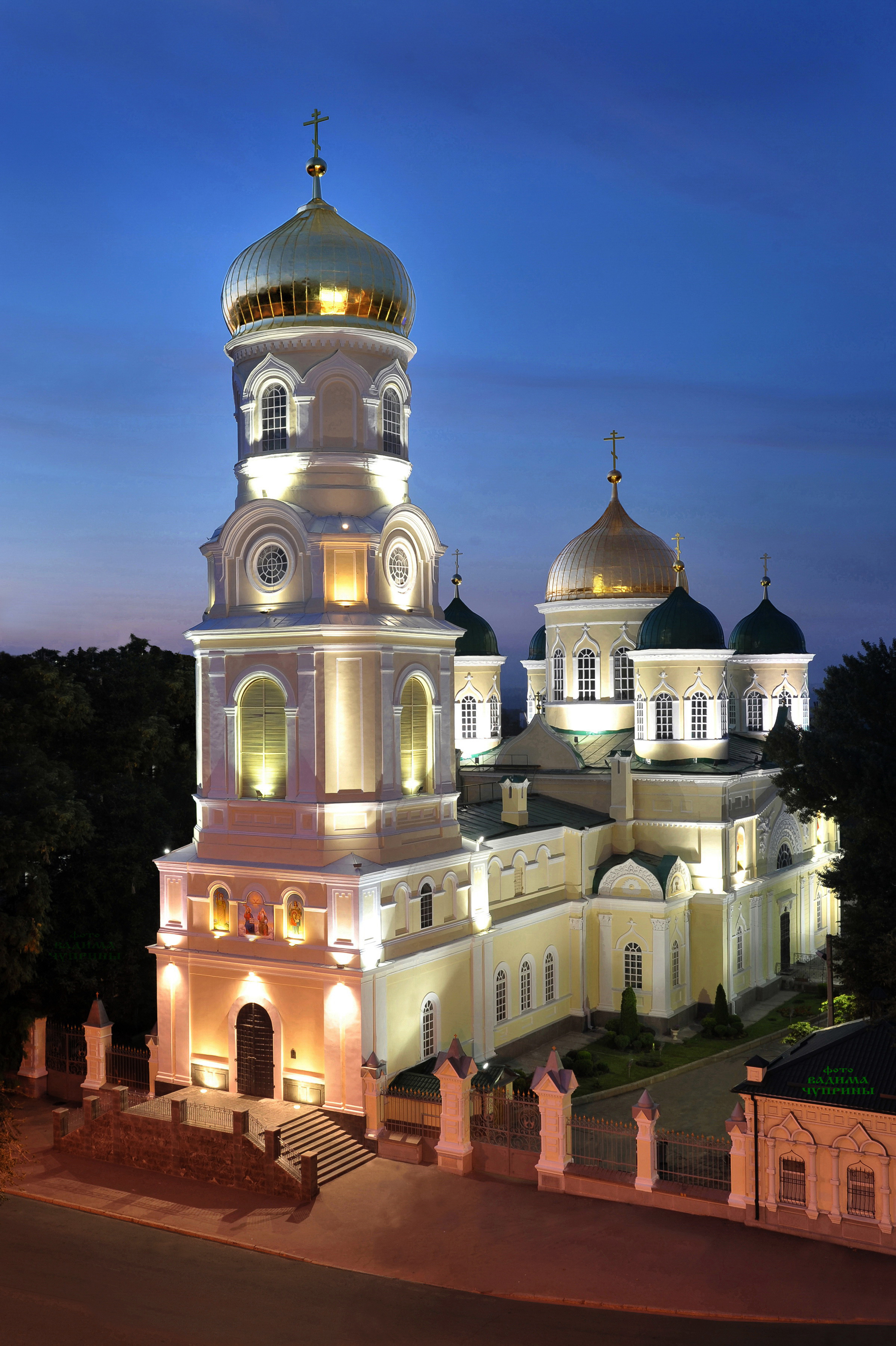
Cathédrale de la Sainte-Trinité.
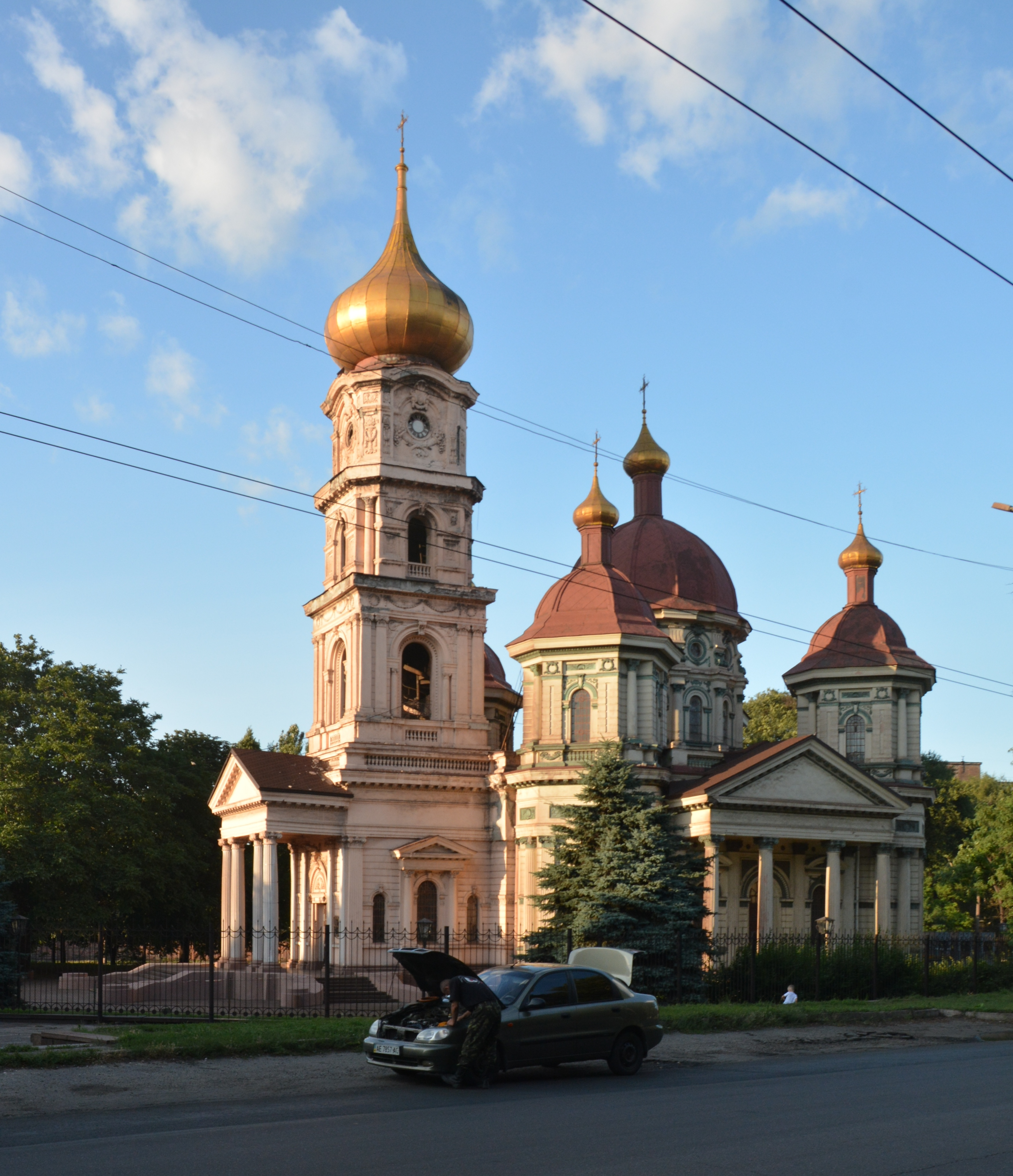
L'église st-Nicolas classée[40].
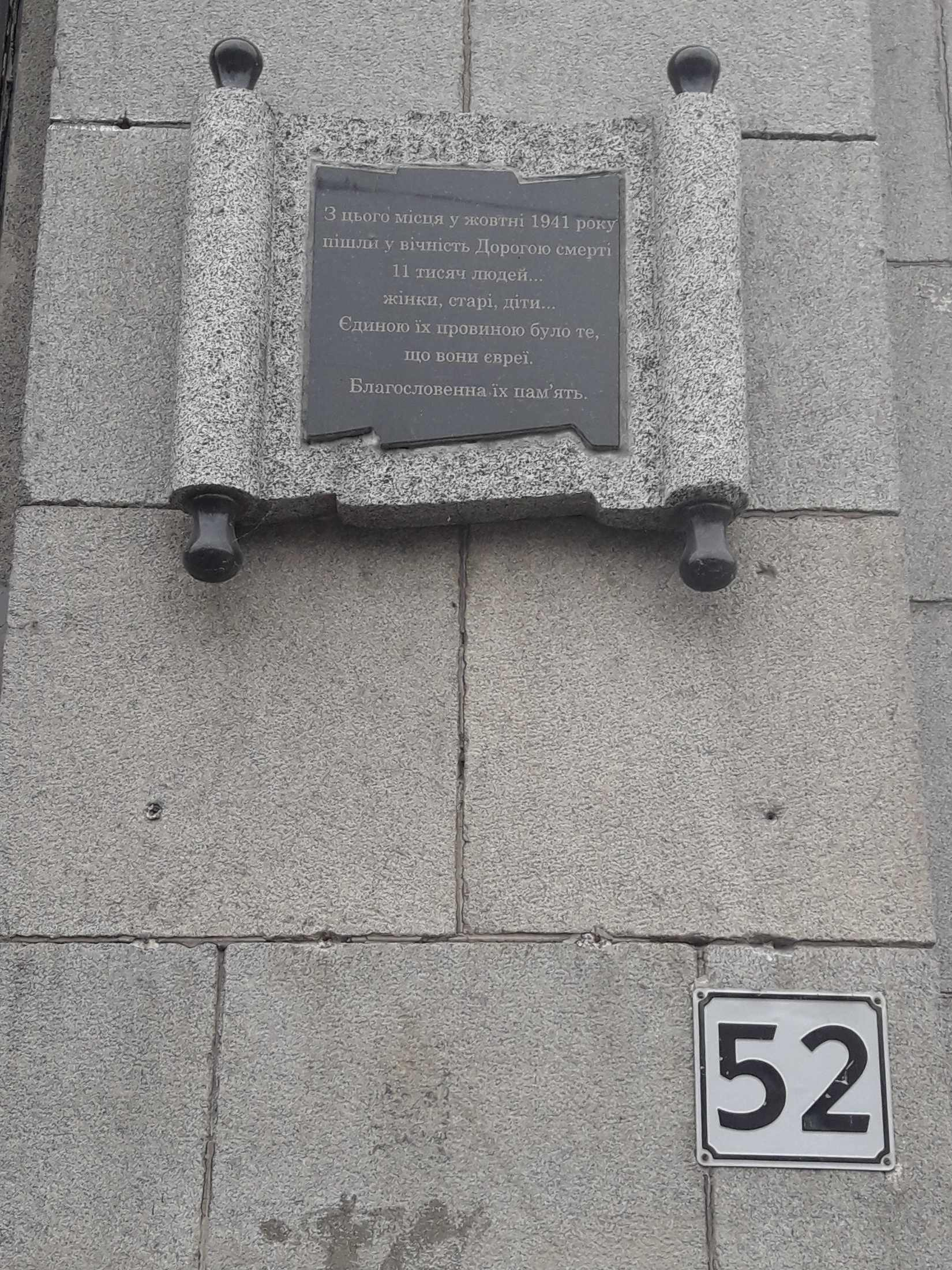
Plaque mémorielle de l'Holocauste classé[41].
Mémorial de la guerre d'Afghanistan classé[42].

### Enseignement
- Université médicale d'État de Dnipro.
- Université nationale Oles-Hontchar de Dnipro.

## Personnalités

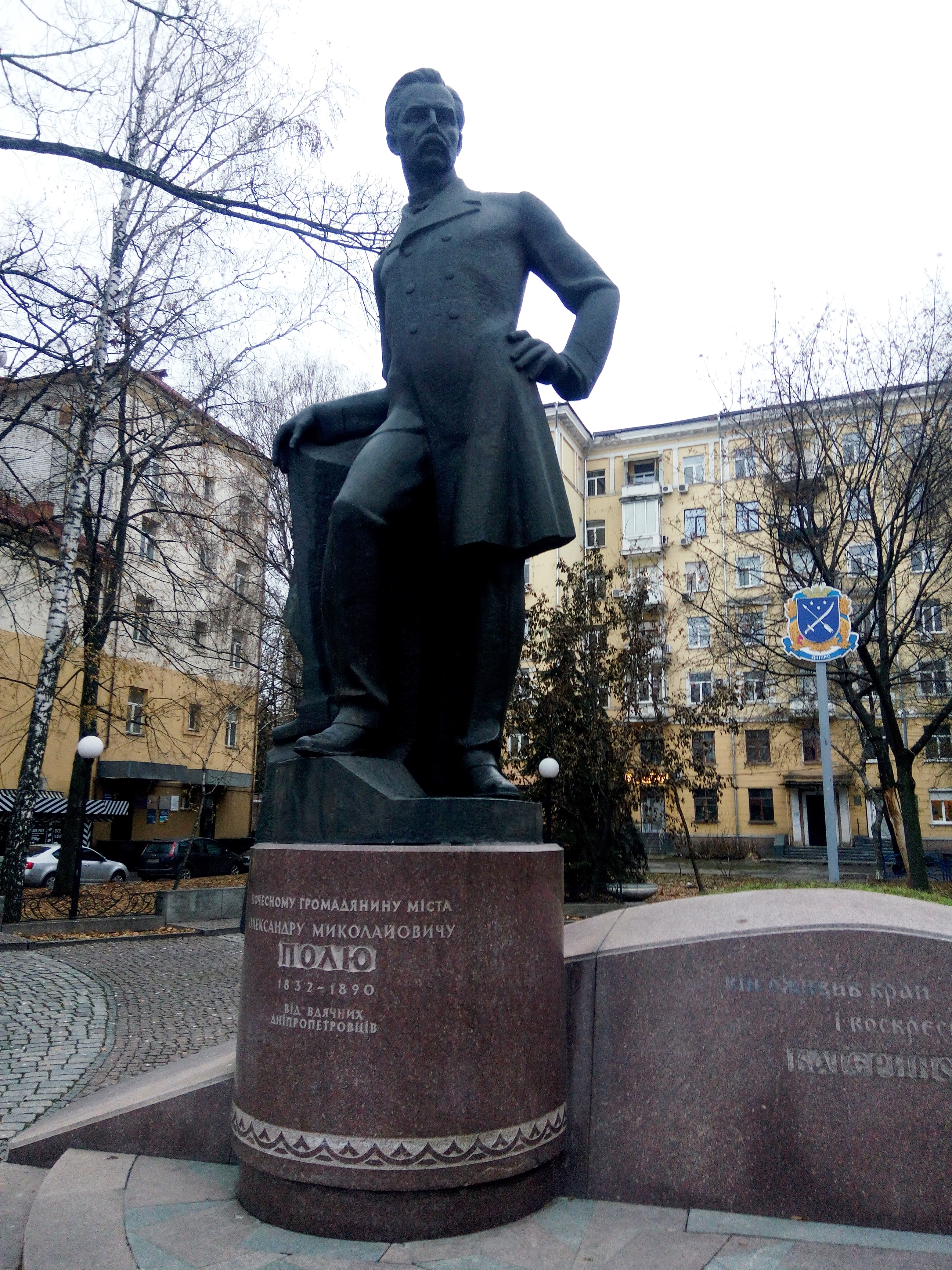
Statue d'Olexander Paul à Dnipro.

Une statue à Vassili Marguelov à Dnipro.

- Helena Blavatsky (1831-1891), fondatrice de la théosophie.
- Georges Alekseïev, grand chambellan de la cour impériale et citoyen d'honneur.
- Lioudmila Stal (1872-1939), révolutionnaire russe et soviétique, journaliste, féministe
- Vadim Chernoff (1887-1954), artiste-peintre.
- Moses Schönfinkel (1889-1942), mathématicien soviétique
- Oleksiy Fedorov (1901-1989), résistant soviétique.
- Gregor Piatigorsky (1903-1976), violoncelliste russe puis américain.
- Lev Goloub, (1904-1994), réalisateur et acteur.
- Victor Kravtchenko (1905-1966), transfuge soviétique.
- Ivan Kazanets, chef d'Etat ukrainien.
- Boris Sagal (1917-1981), réalisateur et producteur américain.
- Alexandre Matrosov (1924-1943), Héros de l'Union soviétique.
- Leonid Kogan (1924-1982), violoniste soviétique.
- Ilya Kabakov (1933-2023), artiste conceptuel russe.
- Viktor Tchepijny (°1934), compositeur russe de problèmes d'échecs.
- Ivan Koulitchenko (°1955), maire de la ville de 2000 à 2014
- Ioulia Tymochenko (°1960), femme politique ukrainienne
- Ina Belous (°1960), artiste ukrainienne
- Inessa Kravets (°1966), athlète soviétique
- Yevhen Braslavets (°1966), navigateur, champion olympique
- Ihor Matviyenko (°1971), navigateur, champion olympique.
- Serhiy Lebid (°1975), athlète ukrainien
- Tatiana Navka (°1975), patineuse russe
- Oleksiy Lukashevych (°1977), athlète ukrainien
- Anastassia Karlovitch (1982), joueuse d'échec et journaliste
- Julia Obertas (°1984), patineuse russo-ukrainienne
- Tatiana Volosozhar (°1986), patineuse ukrainienne
- Grigori Petrovski, qui travailla dans la ville et y eut des activités politiques, fut le représentant de l'Ukraine au sein du Soviet suprême de l'URSS. La ville a porté le nom de Petrovsk entre 1926 et 1957 en son honneur par aphérèse (Dnipropetrovsk / Petrovsk)
- Eugen Tripolsky (°1962), maître international d'échecs
- Iouri Mechkov (1945-2019), homme politique ukrainien.
- Lera Loeb, écrivaine, productrice et cinéaste.
- Victor Mirkin (1909-1944), résistant français, Compagnon de la Libération.

## Jumelages
- Krasnoïarsk (Russie)
- Žilina (Slovaquie)
- Thessalonique (Grèce)
- Vilnius (Lituanie)
- Samara (Russie)
- Tachkent (Ouzbékistan)
- Dalian (Chine)
- Xi'an (Chine)
- Herzliya (Israël)